# Palazzo Rusticucci-Accoramboni

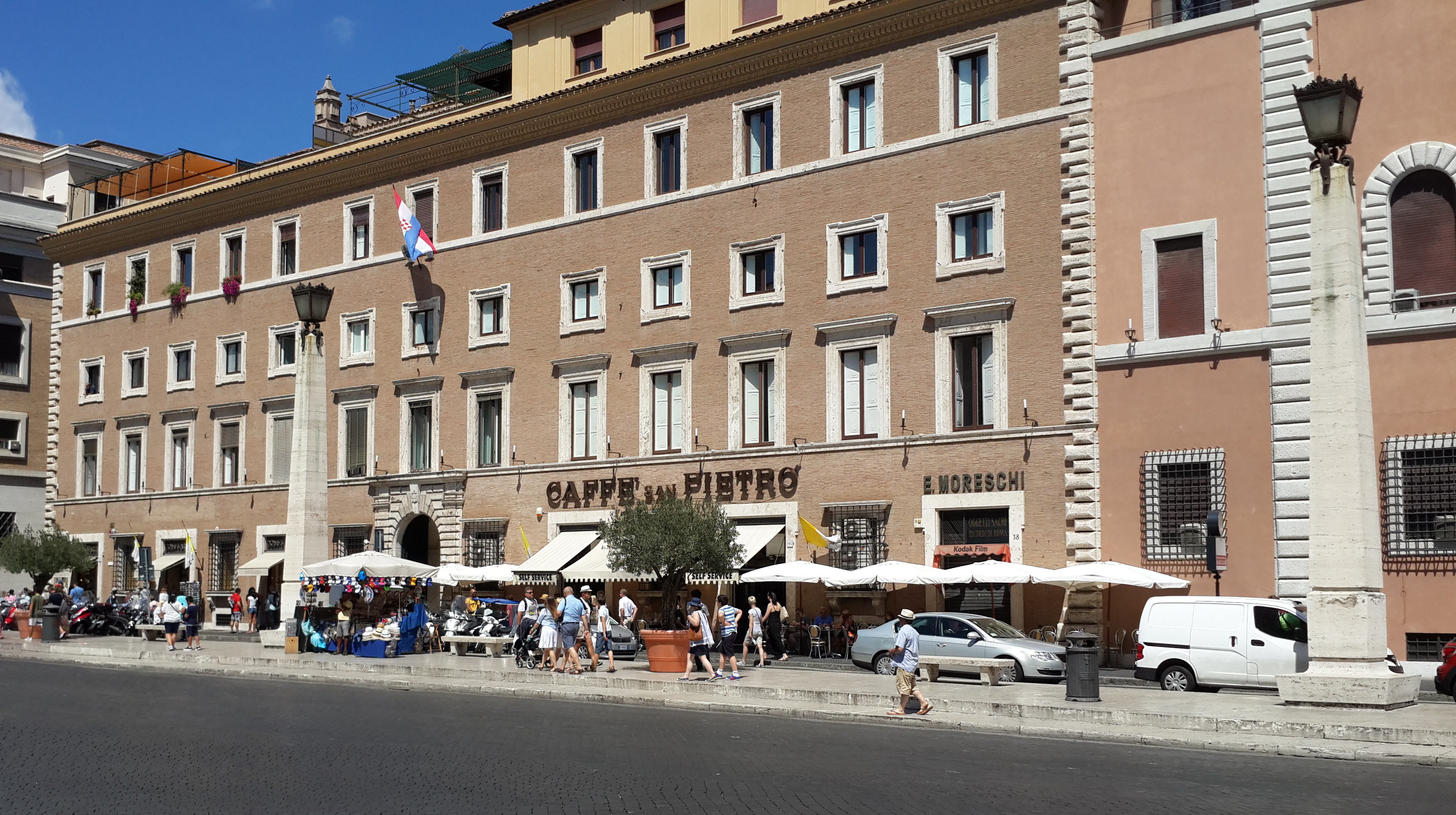
Vista do palácio reconstruído na Via della Conciliazione. Abaixo o famoso Caffè San Pietro, um dos mais antigos de Roma.

Palazzo Rusticucci-Accoramboni, conhecido também como Palazzo Rusticucci e Palazzo Accoramboni, é um palácio renascentista demolido e reconstruído posteriormente localizado no rione Borgo de Roma. Construído por ordem do cardeal Girolamo Rusticucci, foi projetado por Domenico Fontana e Carlo Maderno fundindo diversos edifícios já existentes, motivo pelo qual o edifício não era considerado um bom exemplo de arquitetura. Originalmente na calçada norte da via Borgo Nuovo, a partir de 1667 o edifício ficou de frente para uma grande praça nova localizada a oeste da nova Praça de São Pedro projetada por Gian Lorenzo Bernini. A praça, chamada Piazza Rusticucci por causa do palácio, foi destruída entre 1937 e 1940 juntamente com o resto da Spina di Borgo para permitir a abertura da nova Via della Conciliazione, que liga a Cidade do Vaticano ao centro de Roma. Em 1940, o palácio foi demolido e reconstruído com uma planta diferente ao longo da calçada norte da nova via.

## Localização
O palácio está localizado no rione Borgo de Roma na calçada norte da Via della Conciliazione, com a fachada principal de frente para o sul. No mesmo quarteirão está o Palazzo dei Convertendi, outro edifício renascentista demolido no final da década de 1930 e reconstruído na década seguinte ao lado leste dele. Do outro lado, a Via Rusticucci o separa do propileu norte que delimita a Piazza Pio XII (que ocupa a mesma área onde ficava a antiga Piazza Rusticucci) e de frente para a Basílica de São Pedro. O lado norte do edifício está ligado a dois outros edifícios renascentistas reconstruídos, o Palazzo Jacopo da Brescia e a Casa do médico do papa Paulo III.

## História

### Renascimento e barroco

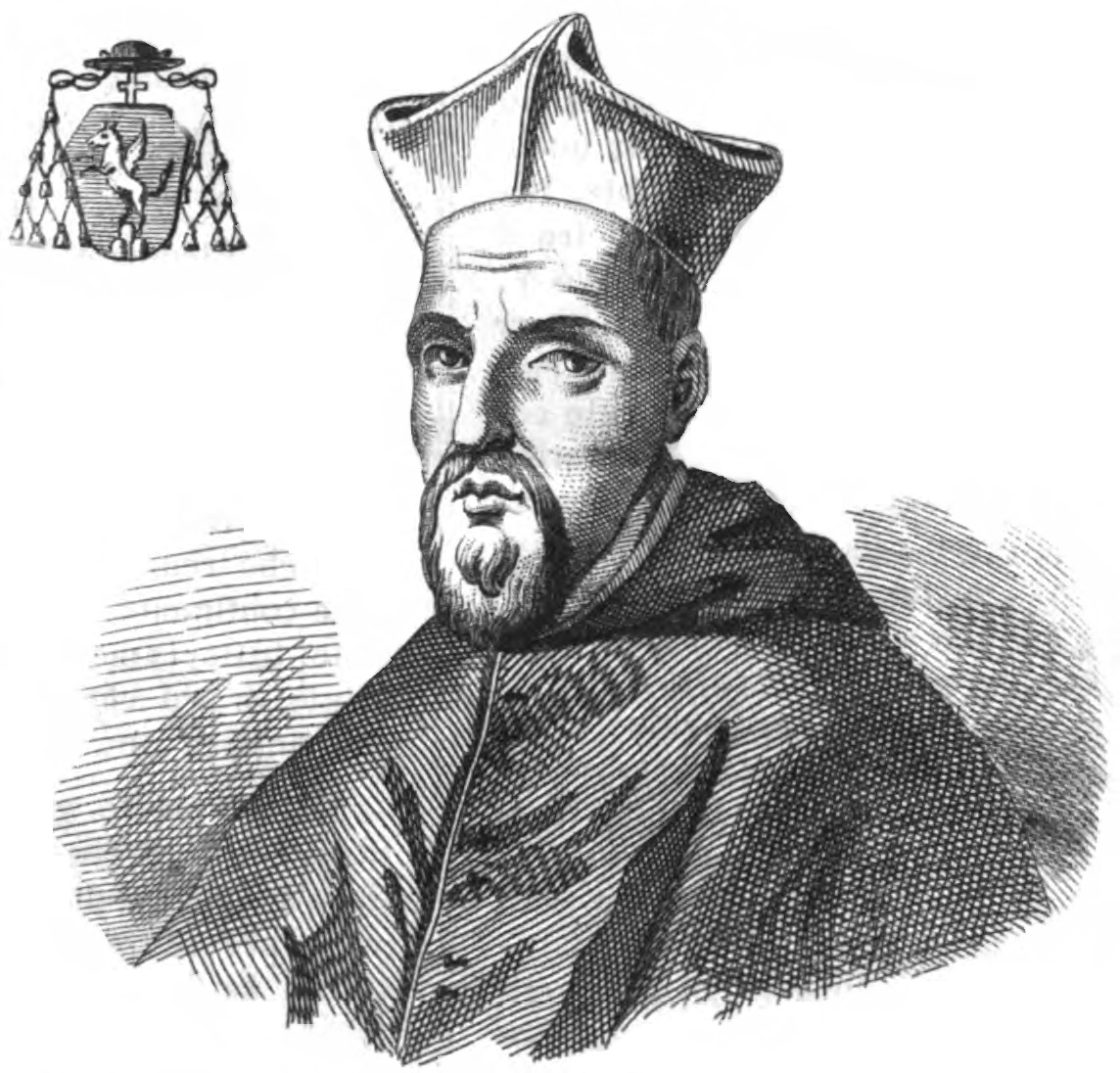
Cardeal Girolamo Rusticucci.

Girolamo Rusticucci, secretário de papa Pio V (r. 1566–72), que, em 1570, nomeou-o cardeal de Santa Susana, comprou um palácio que ficava quase no final da Via Alessandrina (que mais tarde seria chamada de Borgo Nuovo) em 31 de março de 1572. Este edifício, anteriormente pertencente a Roberto Strozzi (um expoente da famosa família Strozzi, de banqueiros florentinos), havia sido vendido em 1567 para o papa Pio V, que doou-o imediatamente para seu sobrinho Paolo Ghislieri. Ghislieri vendeu-o para o cardeal cinco anos depois com a autorização do papa. Para ampliar o edifício, Rusticucci também comprou várias casas vizinhas, mas ele nem sempre conseguiu o que queria: uma idosa não quis vender seu imóvel e o arquiteto foi forçado a envolvê-lo no palácio ampliado. A senhora e seus herdeiros viveram ali até que a casa foi finalmente vendida para o proprietário do Caffè San Pietro, um dos mais antigos cafés da cidade.A feroz resistência de um outro proprietário forçou o cardeal a renunciar à ampliação do edifício para o leste na direção do Borgo Sant'Angelo, apesar das obras já iniciadas. Uma poderosa rusticação angular que ainda existia na esquina entre o Borgo Sant'Angelo e o Borgo Nuovo em 1937 era testemunha da intenção frustrada do cardeal. Muitos anos se passaram depois da aquisição do palácio de Ghislieri até que, em 1584, Rusticucci encarregou a tarefa de projetar um palácio maior ao arquiteto Domenico Fontana. Depois da morte do papa Sisto V (r. 1585–90) e do breve reinado de Inocêncio X (out.-dez. de 1591), Fontana não conseguiu conquistar o favorecimento do papa Clemente VIII (r. 1592-1605) e acabou obrigado a se mudar para Nápoles. Por causa disto, a obra foi finalizada pelo seu sobrinho, Carlo Maderno.
Vale notar ainda que, no início do século XVI, uma das casas que antecederam o palácio abrigava uma osteria. No final da década de 1510, Rafael, que na época estava pintando os Lógias Vaticanas, frequentemente jantava com seus auxiliares numa das salas no fundo deste restaurante e o grupo frequentemente discutia obras durante o jantar rascunhando diferentes soluções nas paredes. Quando o palácio foi construído, a osteria permaneceu no local e os proprietários mantiveram essas paredes da sala ao longo dos anos.
Por volta de 1630, o palácio abrigou por um curto período de tempo o Collegio Nazareno, uma das mais antigas escolas de Roma, fundado por José de Calasanz e atualmente localizado no Largo del Nazareno, no rione Colonna.

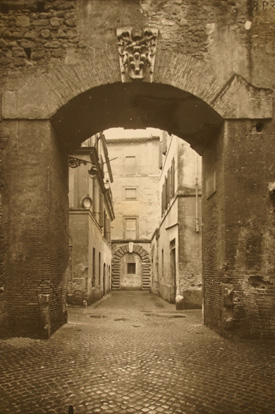
O edifício no fundo através do portal rusticado aberto no Passetto di Borgo na antiga Via del Farinone é o antigo Palazzo Rusticucci-Accoramboni antes de sua demolição juntamente com a de toda a vizinhança.

Depois disto, os herdeiros da família Rusticucci venderam o edifício para Maria Accoramboni, membro de uma família da nobreza menor que havia emigrado da cidade úmbria de Gubbio para Roma. Expoentes da família conseguiram atingir altos postos na igreja e na cidade: Ottavio foi bispo de Fossombrone e Urbino, Roberto foi vice-legado em Ferrara e, durante a epidemia de 1657, o proprietário do palácio, Roberto Accoramboni, recebeu pessoalmente do papa Alexandre VII a tarefa de defender o Borgo da peste. Em 1667, a construção da Colunata de São Pedro por Gian Lorenzo Bernini obrigou a demolição do último bloco de casas (isola) que ainda existia de frente para a nova praça, situada entre as vias Borgo Nuovo e Borgo Vecchio: este bloco era conhecido como Isola del Priorato por causa da casa do priorado da Ordem dos Cavaleiros de Rodes que ficava ali. A demolição criou ainda uma grande praça nova, que era delimitada no lado norte pelo Palazzo Rusticucci. Esta praça, que funcionava como um vestíbulo da Praça de São Pedro, era chamada Piazza Rusticucci por causa disto. Em 1775, numa loja no piso térreo foi fundado o Caffè San Pietro, um dos mais antigos cafés de Roma.

### Época moderna
Em 4 de março de 1902, o palácio se tornou a sede do Instituto Histórico Belga e, depois de um curto período, foi adquirido pela Congregação da Propaganda Fide. Em 1940, o edifício foi demolido durante as obras de construção da Via della Conciliazione e parcialmente reconstruído no mesmo ano com base num projeto de Clemente Busiri Vici, um expoente de uma longa dinastia de arquitetos romanos.
Apesar dos decretos de expropriação, atividades comerciais no palácio são conhecidas: em 1937, duas lojas estavam ativas na Piazza Rusticucci vendendo artigos religiosos. No piso térreo, o edifício abrigava ainda uma tabacaria, uma padaria, uma doceria e um restaurante.
A padaria era a já citada osteria onde Rafael pintou seus rascunhos nas paredes. Em meados do século XIX, um zouave papal foi assassinado ali, o que resultou no seu fechamento. Quando ela foi reaberta, diversos anos depois após a captura de Roma, em 20 de setembro de 1870, primeiro abrigando uma pizzaria e depois a padaria, as salas foram reformadas e todos os rascunhos se perderam.

## Descrição
O edifício original tinha uma aparência harmoniosa e pouco rebuscada, conhecida através da planta de Roma de Antonio Tempesta publicado em 1593, quando o palácio havia acabado de ser finalizado; a fachada contava com dezessete janelas e três pisos. A fachada ao longo da Via Alessandrina lembra a de outros edifícios da mesma época, como o Palazzo Rospoli, construído na Via del Corso por Bartolomeo Ammannati. Resultado da união de diversas casas menores, o edifício era muito longo, especialmente depois da construção de outra ala na extremidade ocidental, ao longo da Via del Mascherino, sessenta anos após a morte de Rusticucci em 1603. Depois desta ampliação, o palácio foi unanimemente descrito por guias da cidade da época como "sem graça". Sua fachada principal tinha uma aparência modesta e monótona com 83,35 metros de comprimento, três pisos e um mezzanino, vinte e duas janelas e um portal rusticado, o que resultava numa área total de 2 700 m2. Para a direita da entrada estava um pátio retangular com as três ordens clássicas: dórica, jônica e coríntia. Do outro lado ficava um outro pátio retangular menor rodeado por um pórtico com serlianas.
O edifício reconstruído é mais curto, com apenas treze janelas na fachada e tijolos aparentes. Os dois pátios foram reconstruídos e tanto as cornijas das janelas quanto o portal rusticado foram reaproveitados do edifício original. Atualmente o edifício ainda abriga do Caffè San Pietro.
Uma fonte que ficava no pátio do palácio original foi levada para o jardim que fica entre as igrejas de Santi Bonifacio e Alessio e Santa Sabina, no monte Aventino.